# Alexander Osborne
Alexander Osborne (ur. 4 maja 1987 r.) – amerykański wioślarz.

## Osiągnięcia
- Mistrzostwa Świata U-23 – Glasgow 2007 – ósemka – 4. miejsce[1].
- Mistrzostwa Świata – Poznań 2009 – ósemka – 9. miejsce[1].